# Gerard Jansen (verzetsstrijder)
Gerard Jansen (Meppel, 13 februari 1923 - Scheveningen, 14 april 1944) was een Nederlandse verzetsstrijder tijdens de Tweede Wereldoorlog.
Gerard Jansen woonde in Meppel waar hij bakker was in de Kruisstraat en behoorde tot de Meppeler verzetsgroep die onder leiding stond van Jan Gunnink. Zijn bijnaam in het verzet was "Pijp", naar het kinderversje "Pijpie drop, stond op zijn kale kop".
Jansen werd slachtoffer van een opgezette valstrik door de SD. Een infiltrant bij de Meppelse KP, Ruys, had het verzet ingeseind dat er twee SD'ers op het station in Zwolle zouden arriveren met een tas vol belastende gegevens over het verzet in Meppel, Hoogeveen en Zeist. Men trapte in de opgezette val en op 2 augustus 1943 gingen vijf verzetslieden naar Zwolle. Drie van hen, Harry Drogt, Jan Toet en Gerard Jansen gingen op het perron zitten en twee anderen liepen terug naar de auto omdat een van hen toevallig zijn hoed had laten liggen. De valstrik sloot zich en men wist de drie op het perron te arresteren waarbij Toet en Jansen door kogels geraakt werden.
De twee die naar de auto terugliepen konden ontkomen en het verzet alarmeren.
Na opname in het ziekenhuis en vervolgens in kamp Westerbork, komt Jansen terecht in kamp Vught waar hij zwaar gemarteld wordt tijdens ondervragingen. Hij poogt tot driemaal toe te ontvluchten en ook het verzet probeert hem te bevrijden maar alle pogingen mislukken.
Op 8 november 1943 wordt hij schuldig bevonden en een maand later overgebracht naar de gevangenis van Scheveningen (Oranjehotel) waar hij van 15 december 1943 tot 14 april 1944 vastzat in cel 490.
Samen met zijn medeveroordeelden Wiepke Harm Timersma, Gerrit Jan van den Berg, Jacob Kraal, Jan Rijkmans, Hendrik Drogt, Fokke Jagersma en Johannes Kippers zong hij regelmatig psalmen, wat door een mede-gevangene beschreven werd aan diens verloofde. Hij werd in de ochtend van 14 april 1944 gefusilleerd op de Waalsdorpervlakte.